# إجاص بلغاري
إجاص بلغاري (الاسم العلمي:Pyrus bulgarica) هو نوع من النباتات يتبع جنس الإجاص من الفصيلة الوردية.